# Етьєнн Сансонетті
Етьєнн Сансонетті (фр. Étienne Sansonetti, 5 грудня 1935, Марсель — 31 травня 2018, Аяччо) — французький футболіст, що грав на позиції нападника за низку французьких клубних команд.

## Клубна кар'єра
Народився 5 грудня 1935 року в Марселі. Вихованець юнацьких команд футбольних клубів «Ендум» та «Марсель-2».
У дорослому футболі дебютував 1958 року виступами за головну команду «Марселя», в якій провів п'ять сезонів, взявши участь у 98 матчах чемпіонату. У складі «Марселя» був одним з головних бомбардирів команди, маючи середню результативність на рівні 0,36 гола за гру першості.
Згодом з 1963 по 1967 рік грав у складі команд «Валансьєнна», «Анже» та «Бастії». У складі останньої у сезоні 1966/67 із 23 забитими голами став найкращим бомбардиром другого французького дивізіону.
Цей голеодорський доробок привернув до гравця увагу тренерів «Аяччо», до якого він перебрався того ж 1967 року. У першому після переходу сезоні 1967/68 Сансонетті відзначився 26-ма голами у ворота суперників по найвищому дивізіону французького футболу, ставши найкращим бомбардиром вже Дивізіону 1. 
Сезон 1969/70 відіграв за «Монако», де результативністю не вражав, після чого на два сезони повернувся до «Аяччо». У 1972–1976 роках грав за «Газелек», а завершував ігрову кар'єру все ж в «Аяччо», до якого повернувся 1976 року і де провів свій заключний сезон.

## Титули і досягнення
- Найкращий бомбардир чемпіонату Франції (1):

1967/68 (26 голів)